# Dicoides bacescui
Dicoides bacescui is een zeekommasoort uit de familie van de Gynodiastylidae. De wetenschappelijke naam van de soort is voor het eerst geldig gepubliceerd in 2002 door Petrescu.